# Knockshield Burn
Der Knockshield Burn ist ein 3,7 km langer Wasserlauf in Northumberland in England. Er entsteht westlich von Spartylea. Zu seinen Zuflüssen gehören der Sevensprings Cleugh, Highcross Cleugh und Lowcross Cleugh. Er fließt in nordöstlicher Richtung bis zu seiner Mündung linksseitig in den River East Allen südlich von Sinderhope.